# Perspectiva aérea

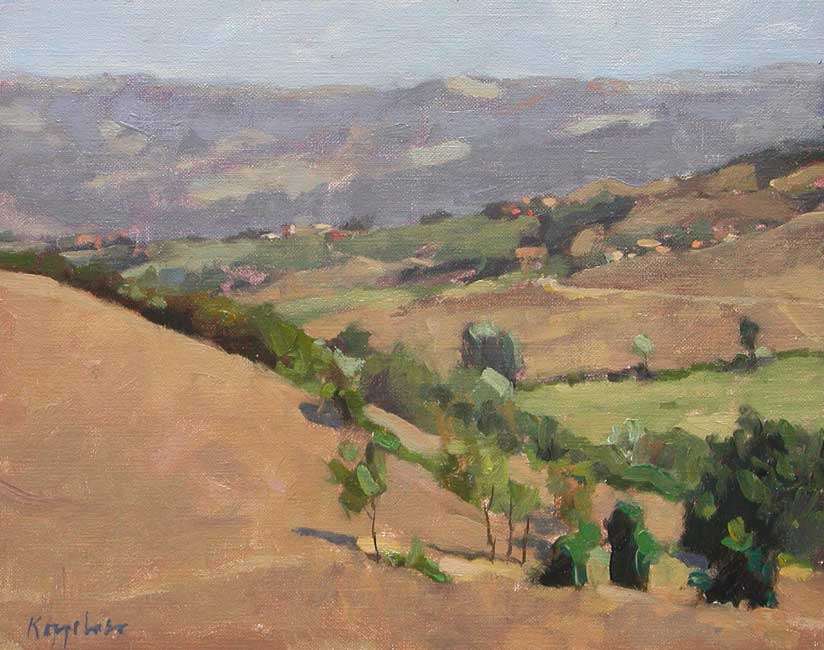
Paisaje en las cercanías de Bolonia, de Frans Koppelaar.
En esta pintura se representa el efecto que la perspectiva aérea produce sobre las montañas lejanas.

La perspectiva aérea o perspectiva atmosférica es el método con el cual se produce una sensación de profundidad en una pintura, al imitar el efecto de espacio que hace que los objetos se vean más pálidos, azules y nebulosos o menos distinguibles a distancia media y lejana.
El término fue acuñado por Leonardo da Vinci, pero la técnica pudo haber sido empleada ya en las antiguas pinturas murales grecorromanas de  Pompeya. Se descubrió que el polvo y la humedad en el ambiente causaban la dispersión de la luminosidad; siendo la luz de longitud de onda  corta (azul) más diseminada y la luz de longitud de onda larga (roja) menos esparcida.
Los pintores italianos de los tiempos de Leonardo usaron el procedimiento; siendo aprovechado en el siglo XV por los artistas europeos del norte y después por Joseph Mallord William Turner.